# Boumedienne Allam
Pour les articles homonymes, voir Allam.
Pas d'image ? Cliquez ici

a Compétitions nationales et continentales officielles uniquement.

b Matchs officiels uniquement.
Dernière mise à jour le 28 octobre 2010.
Boumedienne Allam, né le 19 novembre 1979 à Avignon (Vaucluse), est un joueur international algérien de rugby à XV, qui évolue au poste de troisième ligne centre.

## Biographie
Il a commencé le rugby à Apt en cadet, où il a fait ses classes pendant 3 ans et où il a été sélectionné pour des stages franco-italien et franco-allemand, puis il a rejoint Cavaillon en Reichel. Par la suite, il part au RC Toulon, club dans lequel où il remporte ses premiers titres : la Coupe Frantz-Reichel en 1998 et le Tournoi des Six Nations 2000 avec l'équipe de France des moins de 21 ans.
Le 24 février 2007, il participe au 1er match officiel de l'équipe nationale d'Algérie, dans une équipe essentiellement composée de joueurs évoluant en espoirs des clubs du Top 14 ou en Fédérale 1. Il est surnommé le papa de l'équipe d'Algérie étant le seul joueur algérien à avoir participé au Top 16 avec le RC Toulon, le Racing Club Narbonnais (avec qui il dispute la finale du Challenge Européen contre les Harlequins ) et le FC Auch de 1997 à 2005[réf. nécessaire].

## Palmarès
- Championnat de France Reichel en 1998

- Finaliste du Challenge européen en 2001 avec le Racing Club Narbonnais
- Finaliste du Championnat de France - Federale 1 en 2007[3]
- 2007 : Participation au premier match de la sélection face à la Tunisie (victoire 8-7)[4].

### Entraîneur
- Champion d’Afrique Bronze Cup 2017.
- Champion d’Afrique Silver Cup 2018.